# Randpatrone

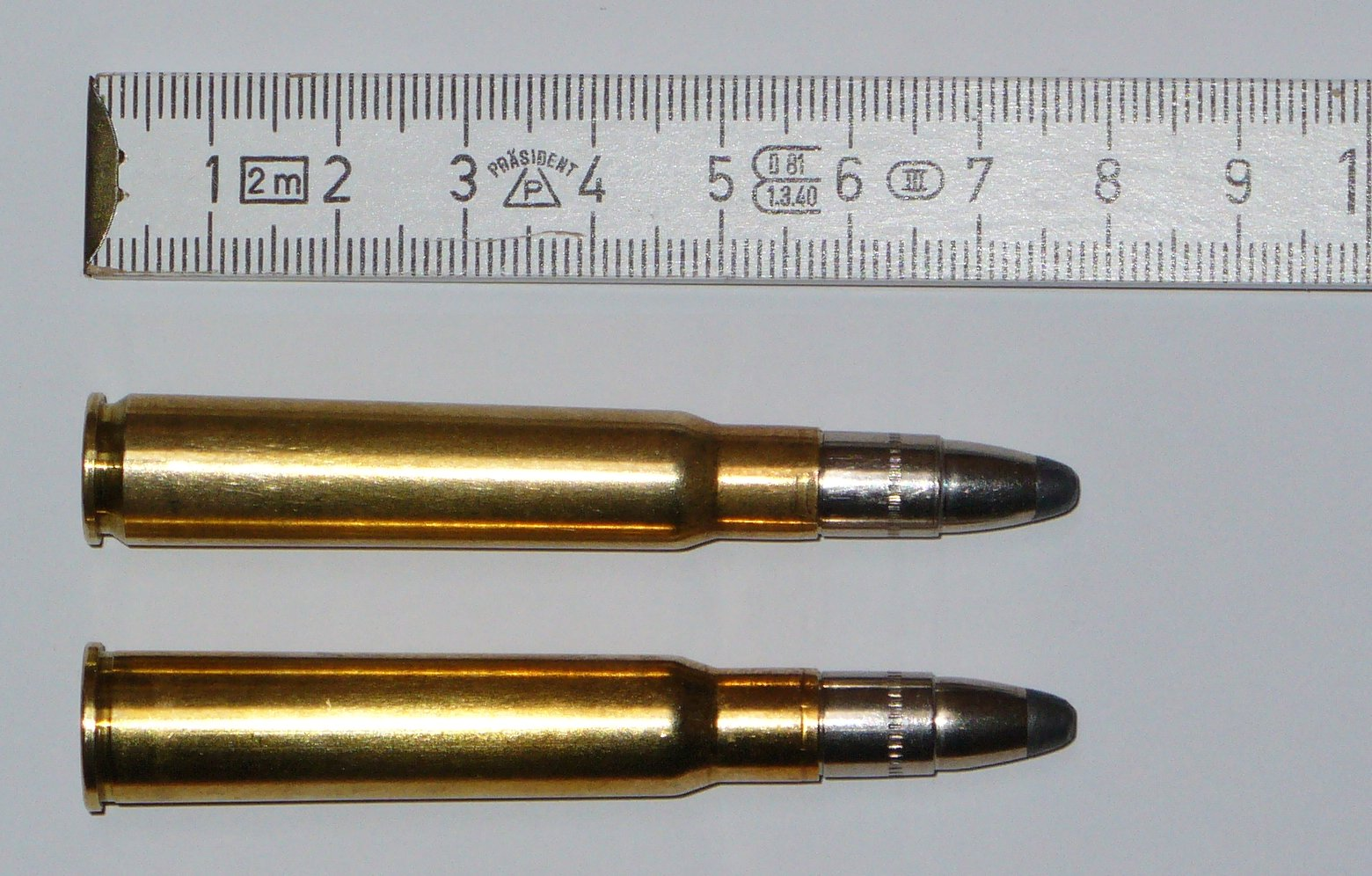
Oben: 8 × 57 IS (randlos), darunter IRS (Randpatrone)

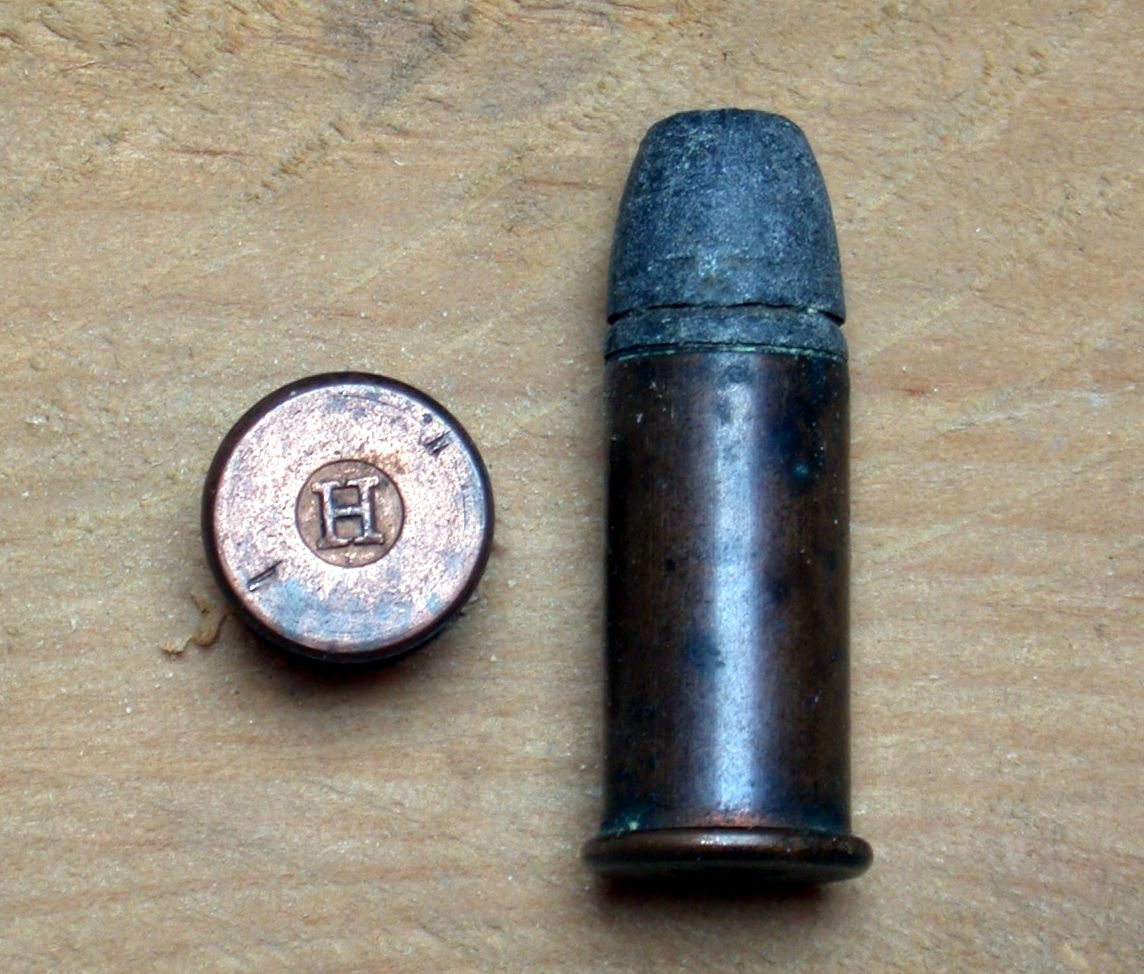
.44-Henrypatrone, 1860

Randpatronen sind Patronen mit einem überstehenden Rand am Hülsenboden, der verhindert, dass die Patrone im Patronenlager nach vorne gleitet. Randpatronen werden mit Zentral- oder Randfeuerzündung hergestellt.

## Geschichte
Die ersten Metallpatronen (Flobertpatrone, .44 Henry für das Henry-Gewehr, .577 Snider für die Snider-Enfield Rifle, .577-.450 Martini-Henry für das Martini-Henry-Gewehr, 11 × 60 mm R oder 10,4 mm Vetterli) wurden oft gleichermaßen für die Verwendung in Gewehren und Revolvern ausgelegt, da dies die Logistik erheblich vereinfachte und den vor allem jagdlichen Einsatz kaum einschränkte. Die ersten Gewehre mit Metallpatronen wurden entweder manuell im Einzelfeuer geladen oder waren mit Röhrenmagazinen ausgestattet. Spätere Gewehrpatronen, vor allem für den militärischen Einsatz, unterschieden sich bezüglich ihrer Leistungen immer mehr von Pistolenmunition. Die verlangten höheren Reichweiten führten zu kleineren Kalibern und Flaschenhalspatronen mit großem Pulverraum. Die hohen Geschossenergien erforderten Patronenlager und die gewünschte hohe Schussfolge zwang zunächst zu aufwändigen mechanischen Lösungen (siehe nächster Abschnitt), da die Ränder der Patronen die automatischen Ladevorgänge behindern. Dies führte zur Entwicklung von Patronen mit Auszieherrille oder Halbrand. Trotzdem wurden auch im militärischen Bereich Gewehrpatronen mit Rand eingesetzt wie die erste rein für Nitro-Treibladungspulver konstruierte Patrone, die 8 mm Lebel für das Lebel-Gewehr, die britische Patrone .303 British und die bis heute eingesetzte russische 7,62 × 54 mm R.

## Einsatz
Der radial überstehende Rand am Hülsenboden dient der Fixierung der Patrone in der Waffe, insbesondere beim Auftreffen des Schlagbolzen. Dadurch kann, bei Revolvern und Kipplaufwaffen auf ein speziell auf die Patrone angepasstes Patronenlager verzichtet werden. Dies erlaubt den Munitionsherstellern etwas höhere Toleranzen bezüglich der Abmessungen und kommt der Form der üblichen großkalibrigen Revolvermunition entgegen. Außerdem können auch andere, von den Abmessungen ähnliche aber geringfügig längere oder kürzere Munitionssorten verwendet werden, ohne die Waffe aufwändig umbauen zu müssen. Die Trommeln von Revolvern können auch wesentlich einfacher und kostengünstiger hergestellt und zumeist auch von Nichtfachleuten repariert werden. Bei Perkussionsrevolvern kamen die ursprünglichen Trommeln ausgebohrt wieder zum Einsatz. Automatische Ladevorgänge in der Waffe werden jedoch durch den Einsatz von Randpatronen behindert und erzwingen aufwändige Konstruktionen. Die ohnehin eher konisch wirkenden Flaschenhalspatronen passen kaum in kastenförmige Magazine und deren Ränder dürfen sich außerdem nicht gegenseitig blockieren. Daher kommen Ladestreifen, stark gekrümmte Kurvenmagazine oder Tellermagazine zum Einsatz. Die Verwendung von Munitionsgurten erfordert einen Mechanismus, der die nachfolgende Patrone nach hinten aus dem Gurt zieht. Um die mechanische Behinderungen zu vermindern, aber trotzdem den Einsatz als Randpatrone in Revolvern zu ermöglichen, kann der Rand auch nur minimal als sogenannter Halbrand ausgebildet werden wie zum Beispiel bei Patronen im Kaliber .380 ACP.
Patronen mit Randfeuerzündung müssen stets als Randpatronen ausgeführt werden. Der vornehmlich Einsatz dieser Munition, wie der weltweit am meisten verbreiteten Randfeuer-Kleinkaliberpatrone .22 lfB, liegt im jagdlichen und sportlichen Bereich, wodurch keine entscheidenden Nachteile durch den Hülsenrand entstehen.
Gelegentlich existieren ansonsten identische Patronen mit und ohne Rand, z. B. die 8 × 57 mm IS und 8 × 57 mm IRS oder .45 ACP und .45 AUTO RIM. Die Randpatronen sind eine Variation der Standardpatrone, um sie in Revolvern oder Kipplaufwaffen verwenden zu können. Der Unterschied liegt lediglich in der Auszieherrille bzw. im Rand. Alternativ können randlose Patronen mittels Moonclips in Revolver geladen werden.
Beim Sportschießen mit Ordonnanzwaffen kommen auch heute noch Waffen mit Randpatronen zum Einsatz, so z. B. die .303 British für die verschiedenen Modelle des Lee-Enfield-Gewehrs. Im militärischen Einsatz befindet sich nach wie vor die russische Patrone 7,62 × 54 mm R.
Randpatronen bilden den Verschlussabstand auf der Stirnseite des Randes.